# Амара, Саид
Саид Амара (араб. سعيد عمارة‎; 11 марта 1933, Саида, Саида — 2 августа 2020) — алжирский футболист и футбольный тренер, играл на позиции полузащитника.

## Биография

### Клубная карьера
Амара начинал карьеру в Алжире.
В 1956 году переехал во Францию, где в течение одного сезона играл за «Страсбур». Затем он перешёл в «Безье», в котором играл в течение трёх сезонов, сыграв за эту команду 89 матчей и забил 28 голов.
В 1960 году в разгар сезона Амара покинул команду и уехал в Тунис по призыву Фронта национального освобождения, который решил создать футбольную команду. В 1962 году после провозглашения независимости Алжира вернулся во Францию и подписал контракт с «Бордо», в котором отыграл два сезона.
В 1964 году Амара вернулся в Алжир и подписал контракт с клубом «Саида». В составе «Саиды» он играл в течение четырёх сезонов и затем перешёл в «Тиарет». В «Тиарете» он играл в течение трёх сезонов и в 1971 году завершил игровую карьеру в возрасте 38 лет.

### Карьера в сборной
За сборную Алжира сыграл 5 матчей, в которых не забил ни одного мяча.

### Тренерская и административная карьера
Амара работал главным тренером ряда алжирских клубов и возглавлял сборную Алжира (1968—1969, 1973—1974). Помимо тренерской деятельности работал спортивным функционером, возглавляя в том числе и Алжирскую федерацию футбола.

### Смерть
Скончался 2 августа 2020 года в Саиде в возрасте 87 лет.